# Editura Paralela 45
Paralela 45 este o editură din România, având sediul central în Pitești, Bulevardul Republicii nr. 148, clădirea C1, etaj 4.

## Prezentare

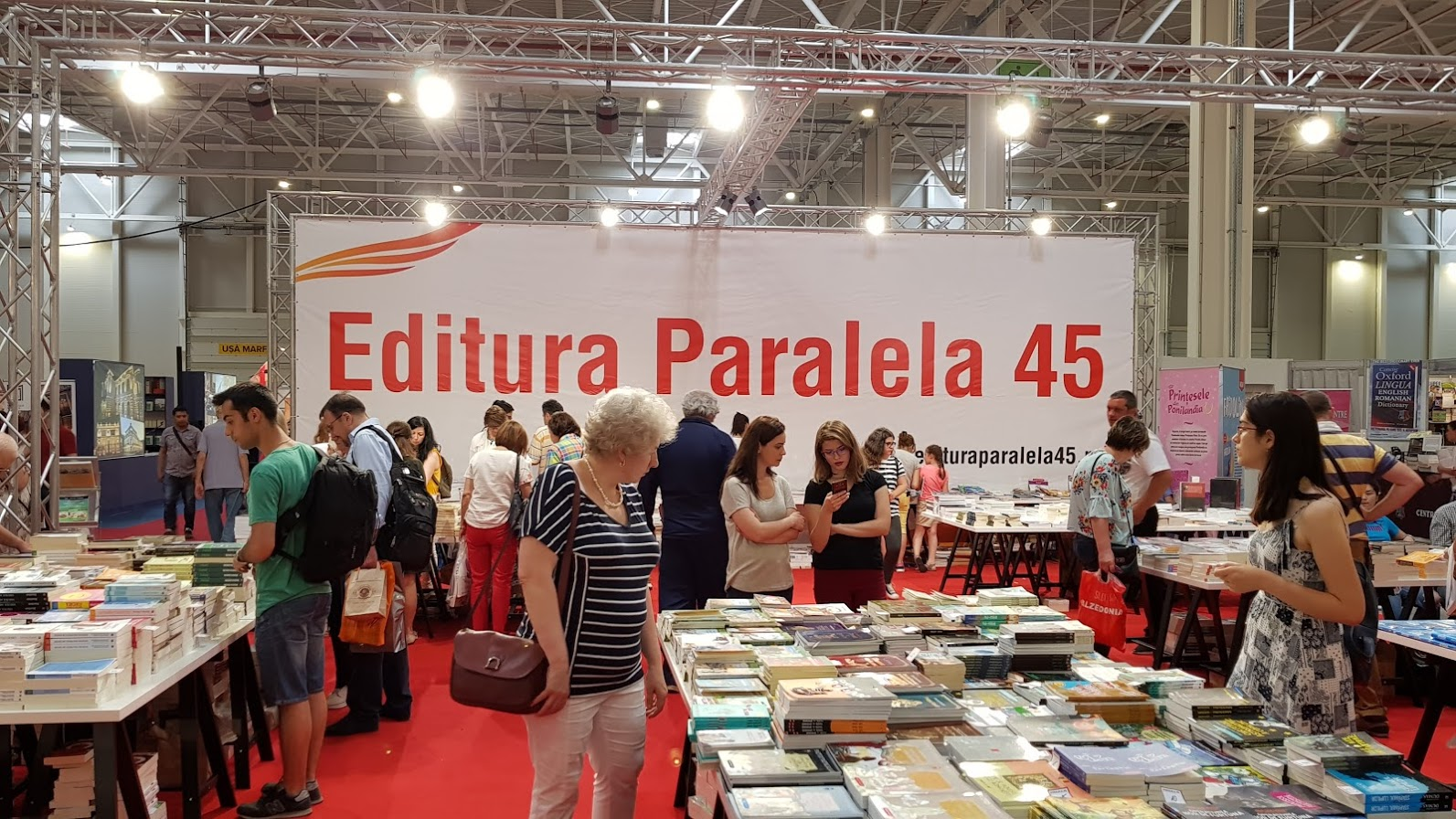
Standul editurii la Bookfest 2018

Editura a fost fondată în noiembrie 1994 de Călin Vlasie. De-a lungul anilor și-a concentrat investițiile în construcția unui sediu nou, modern de 1500 mp (1999), în înființarea unei tipografii de mare capacitate (1996) specializată în producția de carte, reviste, ziare și caiete (cu un sediu nou de 1200 mp din 2006, independentă juridic din 2007), în deschiderea de puncte de lucru (cele mai mari fiind cele de la București și Cluj-Napoca), în dezvoltarea soluțiilor de software, a aplicațiilor educaționale, a producției și comerțului de cărți electronice (prin înființarea în 2006 a unei firme specializate).

În primii ani interesul editorial s-a îndreptat spre cartea didactică și literatura română contemporană. Din 2000 producția editorială s-a diversificat continuu, încât în prezent, editura publică literatură română și străină, științe socio-umane, filosofie, istorie, religie, drept, economie, cărți științifice, cărți de artă, cărți practice, literatură pentru copii și adolescenți, cursuri universitare, cărți de metodică, auxiliare și manuale școlare.

În prezent Editura PARALELA 45 dezvoltă 63 de colecții și 4 serii care acoperă peste 90 de domenii editoriale. Majoritatea acestor colecții sunt mărci înregistrate la Oficiul de Stat pentru Invenții și Mărci (OSIM).
O editură cu un profil enciclopedic, o editură pentru toți!
De la 28 noiembrie 1994 până la 31 decembrie 2015 au fost publicate 4014 titluri, în peste 15.000.000 exemplare.
Editura Paralela 45 deține 8 site-uri și 14 pagini Facebook proprii:
```
   
www.edituraparalela45.ro
 & 
https://www.facebook.com/edituraparalela.patruzecisicinci/

   
www.concursurilecomper.ro
 & 
https://www.facebook.com/concursurilecomper.ro/

   
www.timtim-timy.ro
 & 
https://www.facebook.com/timtimtimy.concursul/

   
www.Qvis.ro
 
Arhivat
 în 
4 noiembrie 2016
, la 
Wayback Machine
.
 & 
https://www.facebook.com/qvis.eportofoliulelevului/

   
www.Qedu.ro
 
Arhivat
 în 
30 august 2016
, la 
Wayback Machine
.
 & 
https://www.facebook.com/qedu.eportofoliulcadrelordidactice/

   
www.qpoem.com
 & 
https://www.facebook.com/groups/1044430055589898/

   
www.qproza.com
 
Arhivat
 în 
4 noiembrie 2016
, la 
Wayback Machine
.
 & 
https://www.facebook.com/groups/1583099532002052/

   
www.kerismith.ro
 & 
https://www.facebook.com/KeriSmithRomania/
 (Jurnalul meu trăsnit)
   
https://www.facebook.com/groups/982787988453440/
 (Romanian Literature Teacher's Group)
   
https://www.facebook.com/groups/155635028131541/
 (National Club for Lecture and Creative Writing)
   
https://www.facebook.com/groups/1664312897155413/
   (National and International Olympiad for Reading)
   
https://www.facebook.com/groups/1546923565598799/?fref=ts
   (National and International Olympiad for Linguistics)
   
https://www.facebook.com/groups/1532866830369712/
  (National and International Olympiad for Romanian Language and Literature)
   
https://www.facebook.com/groups/1530330357264159/?fref=ts
 (Mathematics Library)
```

Publicații proprii:
```
   
Revista Invatamantului Preuniversitar
 (redactor sef prof. univ. dr. Liliana Ezechil)
   
Revista ComputerMath
 (redactor sef prof. univ. dr. Radu Gologan)
   
Revista Qedu
 
Arhivat
 în 
11 august 2016
, la 
Wayback Machine
.
 (redactor sef conf. univ. dr. Emanuel Soare)
```

Deține 150 de domenii net cumpărate.
Cărțile Editurii PARALELA 45 sunt comercializate în toate librăriile și en-gros-urile de carte din țară, cât și prin sistemul propriu de vânzare deschis pe site-ul www.edituraparalela45.ro (Cum cumpar?).
Gheorghe Crăciun, unul din membrii fondatori, își amintea: „când am pornit împreună cu poetul Călin Vlasie la drum cu Paralela 45 ne-am propus să recuperăm ceea ce n-a avut șansa de a fi editat la vreme”.

## Afilieri
Editura PARALELA 45 este membră activă a Asociației Editorilor din România (AER) și a Federației Editorilor din România (FER).

Editura PARALELA 45 este o editură acreditată CNCS - categoria B (Consiliul Național al Cercetării Științifice din Învățământul Superior).

## Premii
Editura PARALELA 45 participă constant la cele mai importante târguri de carte din Europa (Paris, Londra, Frankfurt, Bologna, Geneva, Tel Aviv etc.) și are la activ numeroase premii, atât pentru activitatea editorială cât și pentru valoarea cărților editate, decernate de: Târgul Internațional de Carte "Gaudeamus" ("Premiul de Excelență" în 2001 și 2008), Uniunea Scriitorilor din România, Asociația Scriitorilor Profesioniști din România, Academia Română, Uniunea Scriitorilor din Republica Moldova, Asociația Editorilor din România, revistele "Cuvântul", "România literară" s.a., "Premiul Francofoniei" în cadrul Prix Saint-Exupery / Valeurs Jeunesse (2006).

## Participări la târguri de carte
Editura PARALELA 45 participă constant la cele mai importante târguri de carte din Europa (Paris, Londra, Frankfurt, Bologna, Geneva, Tel Aviv etc.) și are la activ numeroase premii, atât pentru activitatea editorială, cât și pentru valoarea cărților editate, decernate de: Târgul Internațional de Carte "Gaudeamus" ("Premiul de Excelență" în 2001 și 2008), Uniunea Scriitorilor din România, Asociația Scriitorilor Profesioniști din România, Academia Română, Uniunea Scriitorilor din Republica Moldova, Asociația Editorilor din România, revistele "Cuvântul", "România literară" s.a., "Premiul Francofoniei" în cadrul Prix Saint-Exupery / Valeurs Jeunesse (2006).